# Morava Peak
Der Morava Peak (englisch; bulgarisch връх Морава wrach Morawa) ist ein 966 m hoher Berg im Grahamland auf der Antarktischen Halbinsel. Auf der Trinity-Halbinsel ragt er 1,72 km nordöstlich des Mount Daimler, 4,94 km östlich des Irakli Peak und 6,1 km südsüdwestlich des Gigen Peak am nordöstlichen Ende der Trakiya Heights auf. Der Russell-East-Gletscher liegt nördlich und östlich von ihm.
Die bulgarische Kommission für Antarktische Geographische Namen benannte ihn 2010 nach der Ortschaft Morawa im Norden Bulgariens.